# Bill Carr
William („Bill”) Arthur Carr (ur. 24 października 1909 w Pine Bluff, zm. 14 stycznia 1966 w Tokio) – amerykański lekkoatleta, sprinter, dwukrotny mistrz olimpijski.
Carr studiował na University of Pennsylvania, gdzie był trenowany przez medalistę olimpijskiego z St. Louis (1904) Lawsona Robertsona. Startował w biegu na 440 jardów, na 880 jardów i w skoku w dal. W 1932 sprawił niespodziankę wygrywając w akademickich mistrzostwach USA na 440 jardów z ówczesnym rekordzistą świata Benem Eastmanem. Powtórzył to osiągnięcie podczas eliminacji amerykańskich przed igrzyskami olimpijskimi w Los Angeles.
Na igrzyskach w finale biegu na 400 metrów Eastman prowadził przy wyjściu na ostatnią prostą, ale Carr szybkim finiszem go wyprzedził bijąc rekord świata rezultatem 46,2 s. Drugi złoty medal na Igrzyskach w Los Angeles Carr zdobył w sztafecie 4 × 400 metrów, również z rekordem świata 3:08,2.
17 marca 1933 Carr podczas wypadku samochodowego doznał złamania obu kostek oraz miednicy. Uniemożliwiło mu to dalsze uprawnianie lekkiej atletyki. Zmarł na atak serca podczas wakacji w Japonii.